# Suzuki Alto
El Suzuki Alto (スズキ・アルト, Suzuki Aruto) és un kei car produït per Suzuki. Alguns dels seus avantatges comercials són el baix preu i el reduït consum de combustible. El model, actualment (2021) en la seua huitena generació, fou presentat per primera vegada l'any 1979 i ha estat produït a nombrosos països. El Suzuki Alto va nàixer com la versió comercial de tres portes del Suzuki Fronte, però amb l'augment de popularitat de la denominació Alto l'any 1988 reemplaçà el nom de Fronte en totes les seues variants. La denominació "Alto" ha estat emprada en diferents models del Japó i l'estranger, on és considerat un cotxe urbà.

## Primera generació (1979-1984)

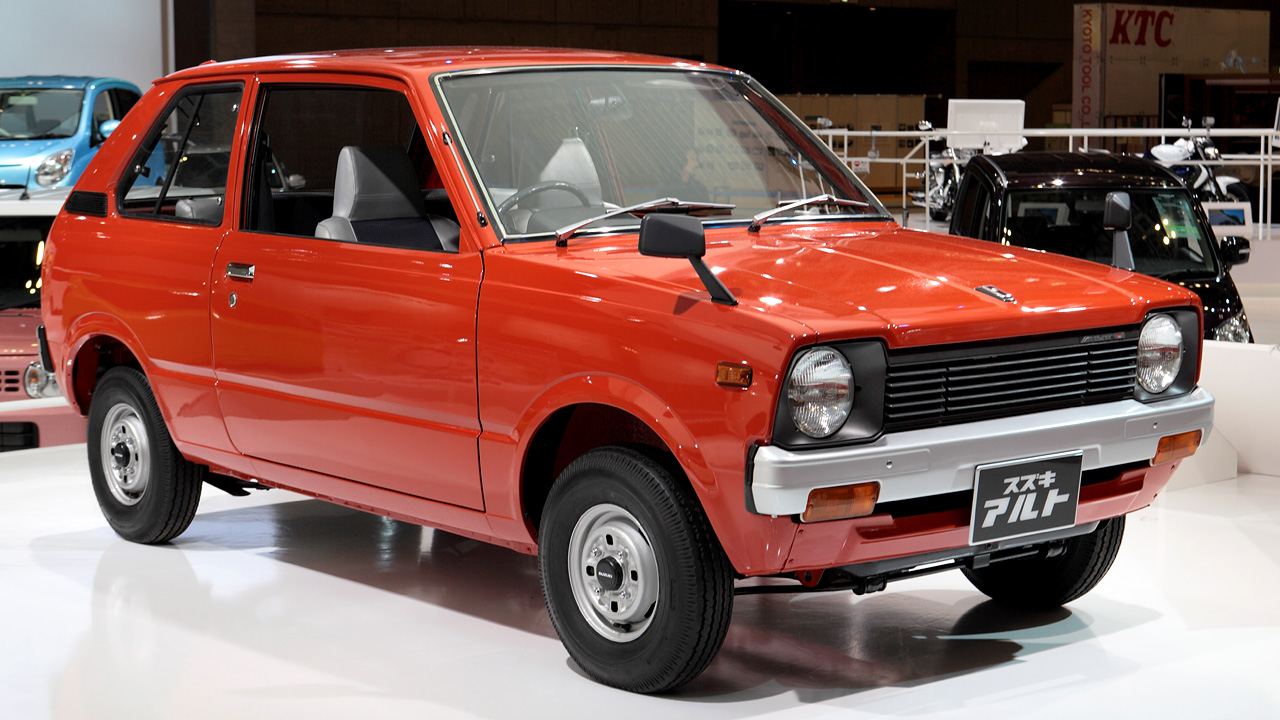
Suzuki Alto I (1979)

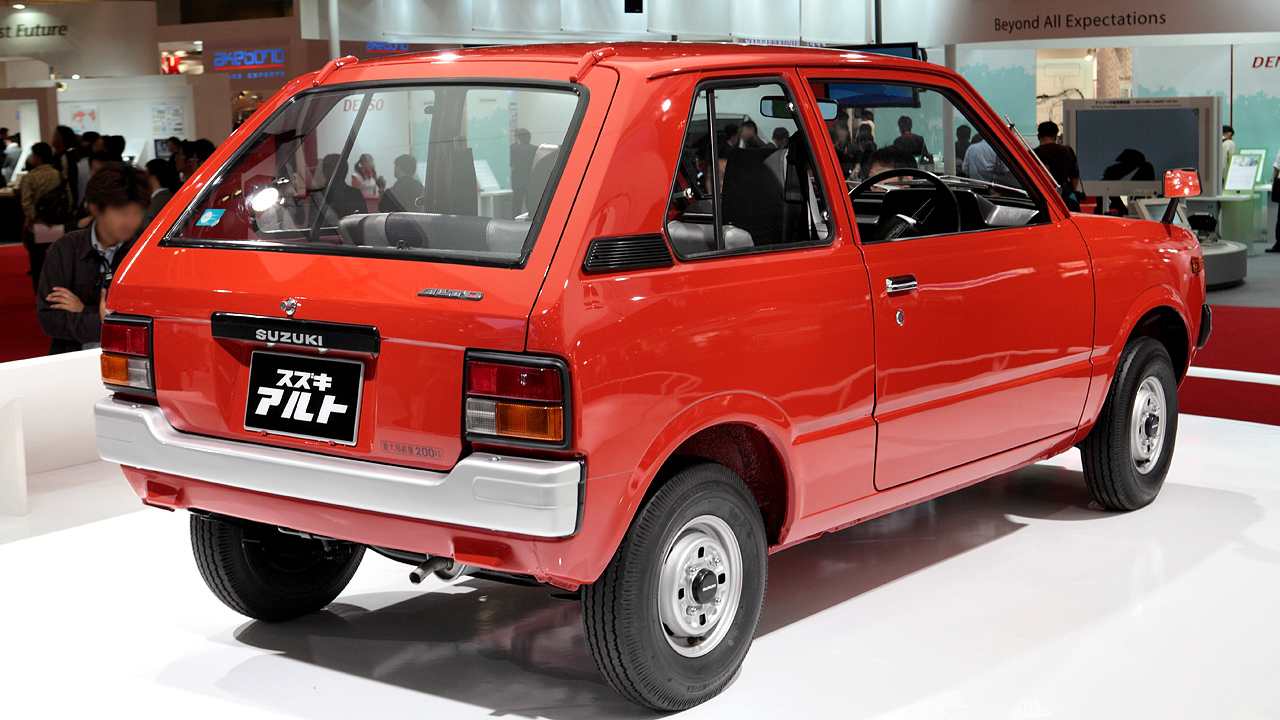
Suzuki Alto I (1979)

La primera generació de l'Alto, codificada com a SS30V/40V, consistia en una versió comercial de tres portes amb seients darrers abatibles del Suzuki Fronte, de quatre portes. La suspensió davantera estava conformada per puntals helicoidals, mentres que la darrera era de ballestes. La direcció era de tipus de bola de recirculació i els quatre frens eren de tambor. Als inicis del model, l'Alto va rebre una motorització de dos temps tricilíndrica amb 539 centímetres cúbics que produïa 28 cavalls de potència a 5500 rpm. Quan es presentà, l'Alto fou un èxit rotund, en gran part pel seu preu de 470.000 iens (614.463 pessetes de 2001 o 3.693 euros actuals). Aquest baix preu va propiciar un gran nombre de licècies de cotxes comercials i, més important encara, al ser un vehicle comercial el motor de l'Alto no estava sota regulacions d'emissions massa estrictes i no requeria cars catalitzadors dobles. Que fóra un model de dues portes en lloc de quatre també suposava un lleuger estalvi, ja que també l'eximia de l'impos com a turisme. L'èxit de l'Alto va suposar un canvia al mercat dels kei car i altres fabricants, com ara Subaru amb el seu Rex K44, van seguir ràpidament la moda de crear versions "comercials" més bàsiques i econòmiques del seus models que realment estaven també destinats per a ús com a turisme privat.
Suzuki fou incapaç de mantindre el ritme de producció amb la demanda els primers anys, particularment al mercat domèstic. L'Alto va ajudar a Suzuki a arribar al seté lloc a la llista de fabricants d'automòbils i camions del Japó. A l'últim any de producció de l'Alto de primera generació, aquest continuava sent el kei car més venut, superant al Fronte (mateix model amb quatre portes) en una proporció de cinc a dos.
Al maig de 1980, una transmissió automàtica de dues velocitats opcional fou afegida a l'Alto SS30. Al gener de 1981, un motor de quatre temps i 543 cc provinent del Fronte fou instal·lat a l'Alto; encara que tenia un carburador de barril únic, aplegaba a 28 cavalls de potència però a 6.000 rpm. El torque era considerablement més baix, no obstant això, baixà de 5,3 a 4,2 newtons.

## Segona generació (1984-1988)

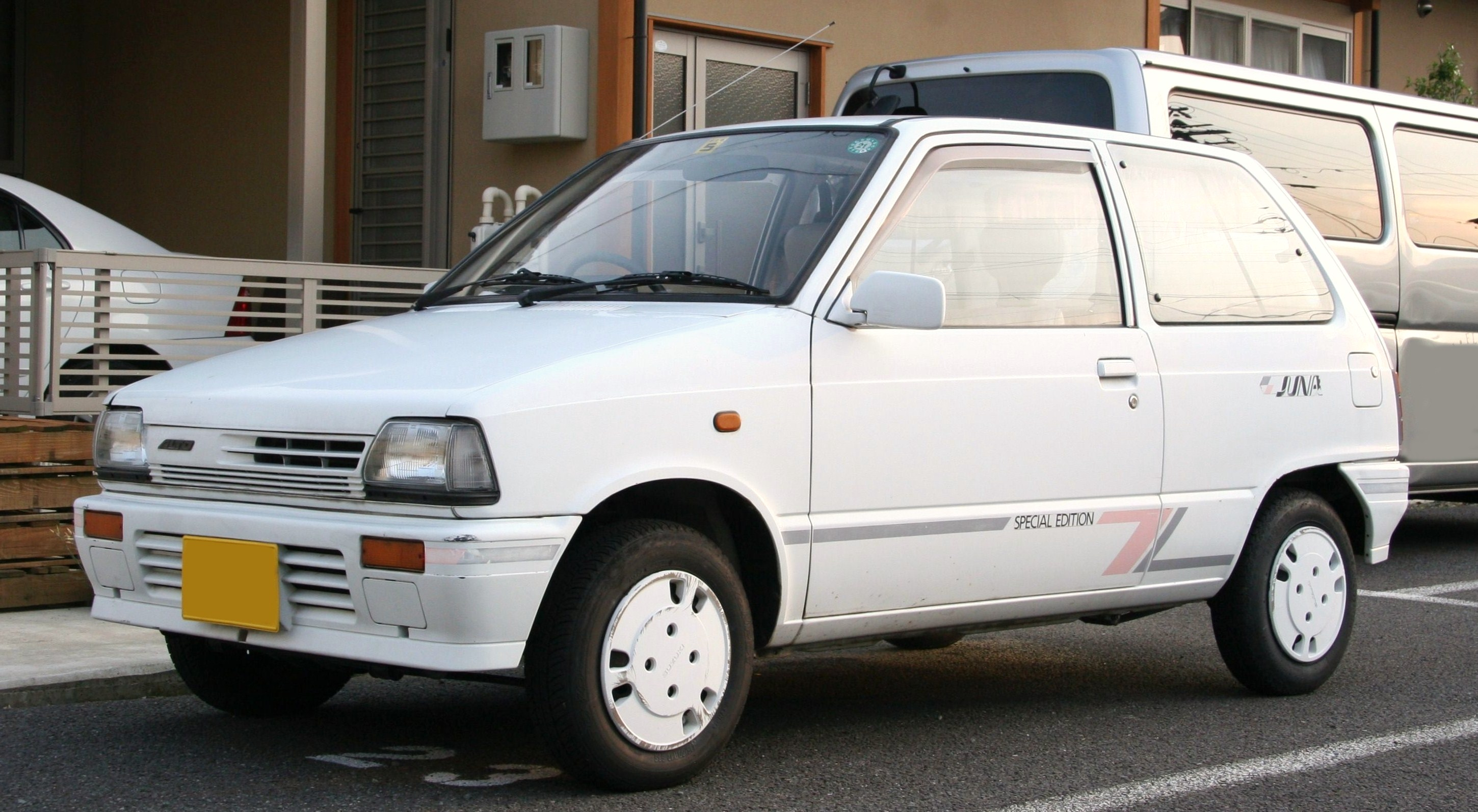
Suzuki Alto "Juna" (1986)

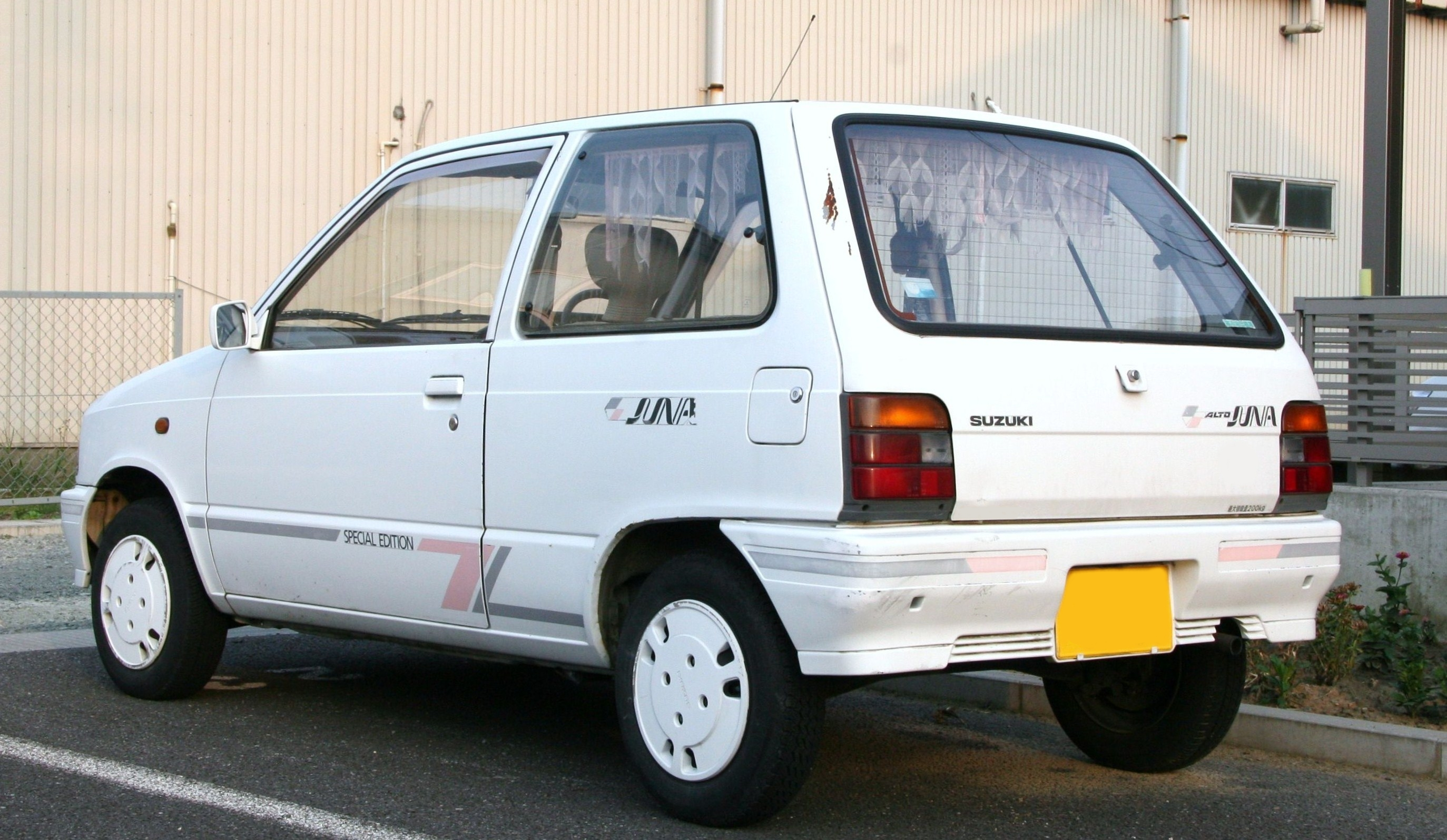
Suzuki Alto "Juna" (1986)

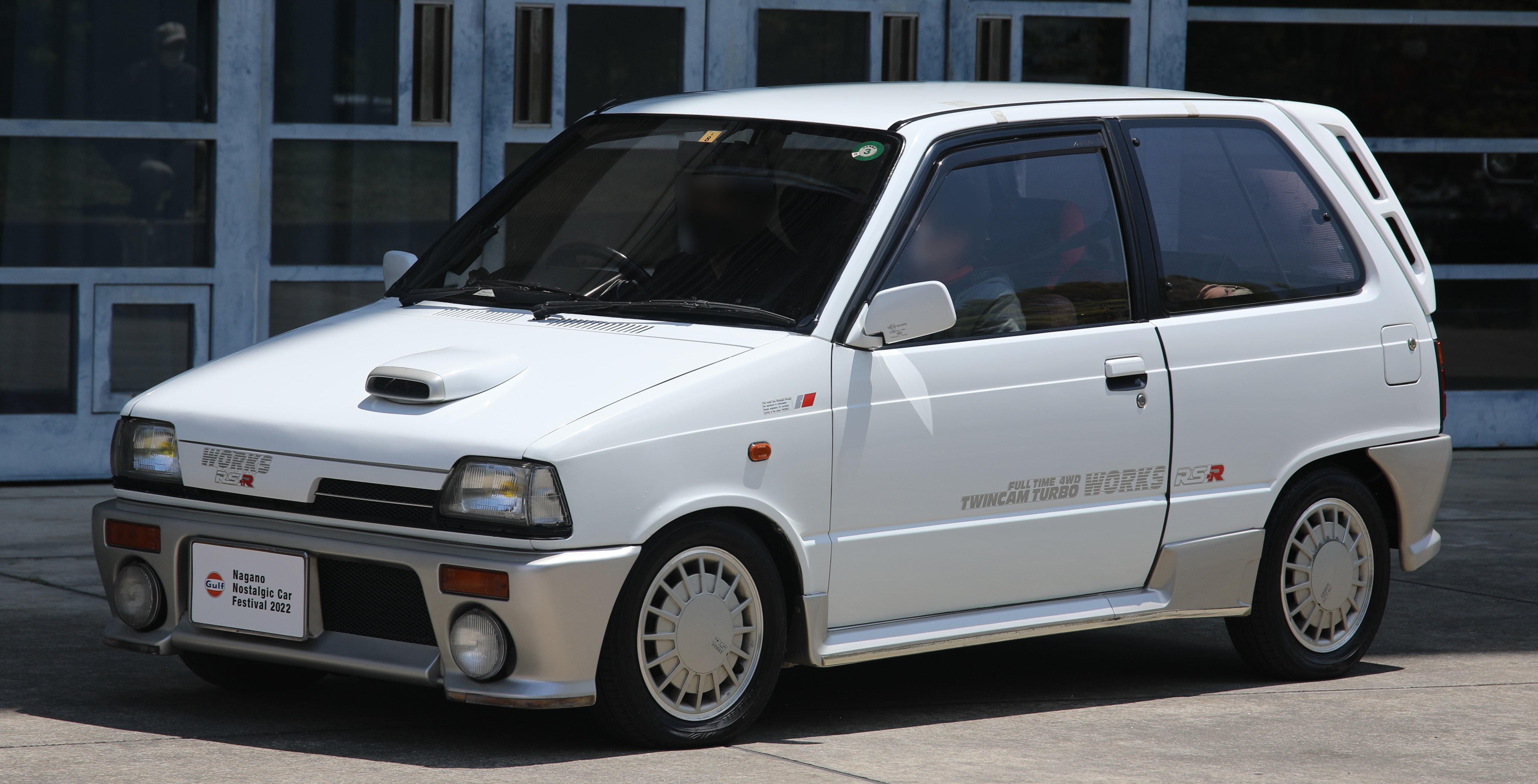
Suzuki Alto Works RS-R

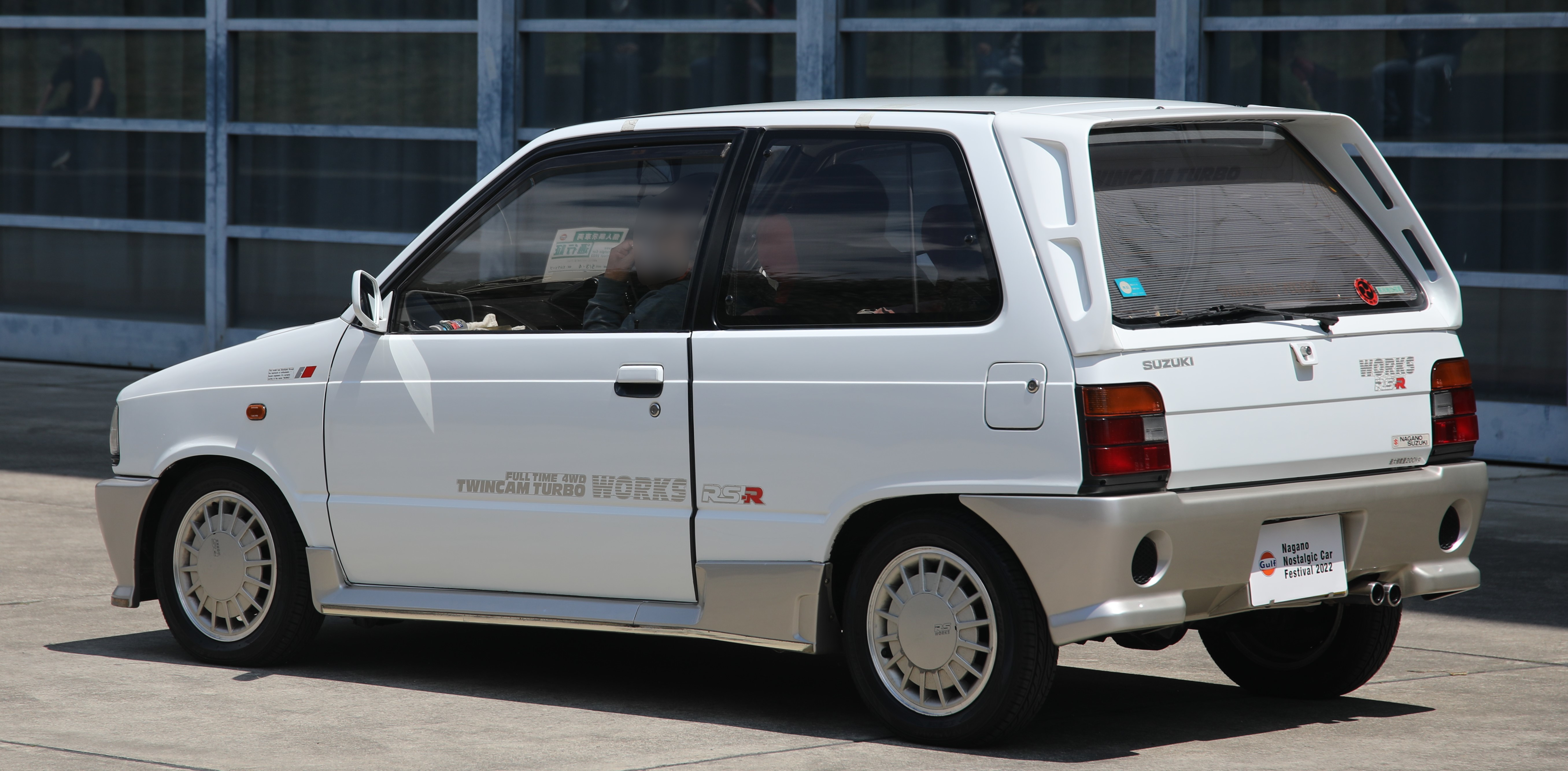
Suzuki Alto Works RS-R

La segona generació del Suzuki Alto, amb el nom en codi de CA71, fou presentada al setembre de 1984. El disseny d'aquesta segona generació va prendre l'estil i les línies de la plataforma GM-M de General Motors, sobre la qual s'havia presentat un any abans el Suzuki Cultus, germà gran de l'Alto. Aquesta generació va seguir equipant el motor de l'Alto I SS40, però també va afegir la possibilitat d'equipar un turbocompressor i motors multi-valvula, aquests darrers principalment a la versió esportiva Alto Works. Al desembre del mateix any, una versió amb tracció a les quatre rodes codificada com CC71 fou afegida; fins a l'arribada d'aquesta opció, Suzuki havia seguit comercialitzant la versió 4X4 de l'Alto de primera generació, coneguda aquesta amb el codi SS41. Les versions d'alt rendiment de l'Alto no aparegueren fins al setembre de 1985, quan va estrenar-se un nou motor amb injecció de combustible i turbocompressor amb 44 cavalls de potència, podent-se combinar aquesta motorització amb la tracció 4X4. L'Alto Turbo va anar afegint gradualment diverses millores d'alt rendiment fins que al febrer de 1987 es va presentar l'Alto Works. Aquest va ser el primer kei car en arribar al límit legal dels 64 cavalls de potència. L'Alto Works va adquirir una relativa popularitat al Japó, en especial entre els entesos en automòbils. A l'octubre de 1985 es llançà al mercat la carrosseria de cinc portes que, superficialment, era idèntica al Suzuki Fronte, amb l'excepció dels seients darrers abatibles de l'Alto i de que aquest estava legalment considerat un vehicle comercial. L'alto va ser el primer vehicle comercial de cinc portes al Japó i, originalment, es presentà com una edició especial per a celebrar la producció d'un milió d'unitats de l'Alto.

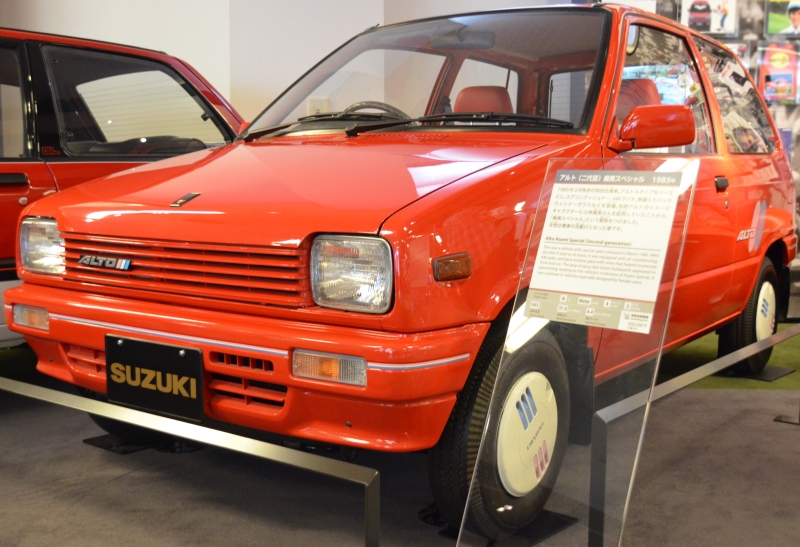
Alto "Asami Special" (1985)

Al juliol de 1986, els Alto CA71 (4X2) i CC71 (4X4) van rebre una lleugera remodelació estètica. Aquesta consistia en una nova graella frontal i uns nou fars davanters més envolvents fins a arribar als parafangs, un tauler de comandaments i interior nous i la nova suspensió darrera opcional ITL (Isolated Trailing Link), una suspensió rigida de tres braços. Algunes unitats de les més baixes en equipament van continuar equipant la suspensió rigida per ballestes original del model; les unitats amb la nova suspensió ITL van rebre el codi de xassis CA72 (4X2) i CC72 (4X4). Al gener de 1987 es presentà una furgoneta de repart, anomenada per la marca com a "Walkthrough Van" sobre la base de l'Alto. A l'agost del mateix any, les unitats d'Alto top de gama podien equipar de manera opcional una nova caixa automàtica de tres velocitats en contrast amb les dues de la primera caixa automàtica de la mateixa generació. El setembre de 1988 la segona generació de l'Alto va deixar de produir-se i comercialitzar-se.

## Tercera generació (1988-1994)

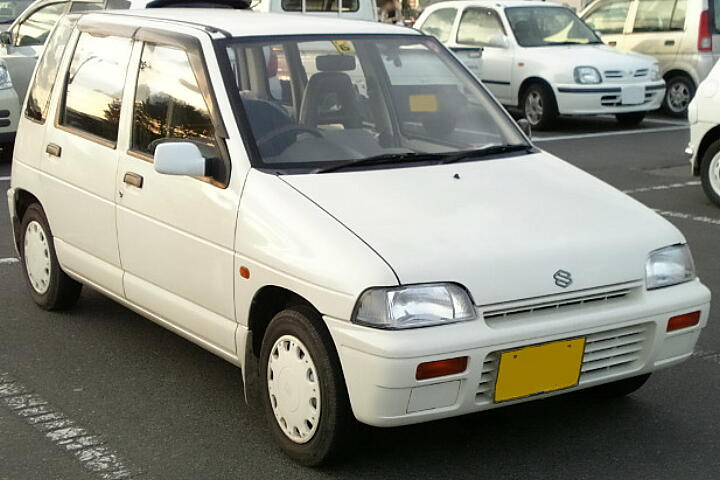
Suzuki Alto 5P (1992)

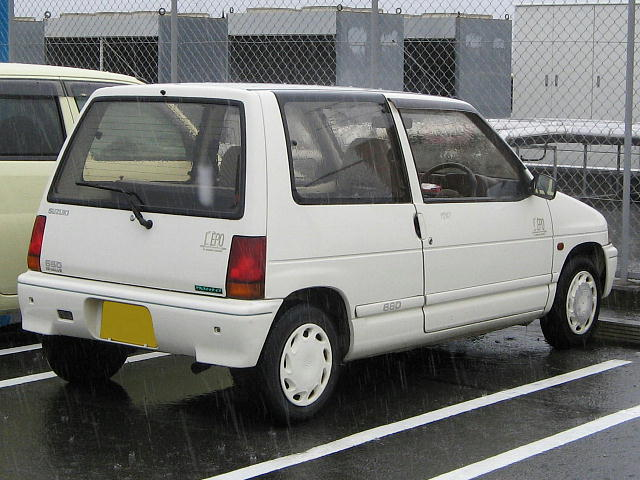
Suzuki Alto 3P "l'Èpo"

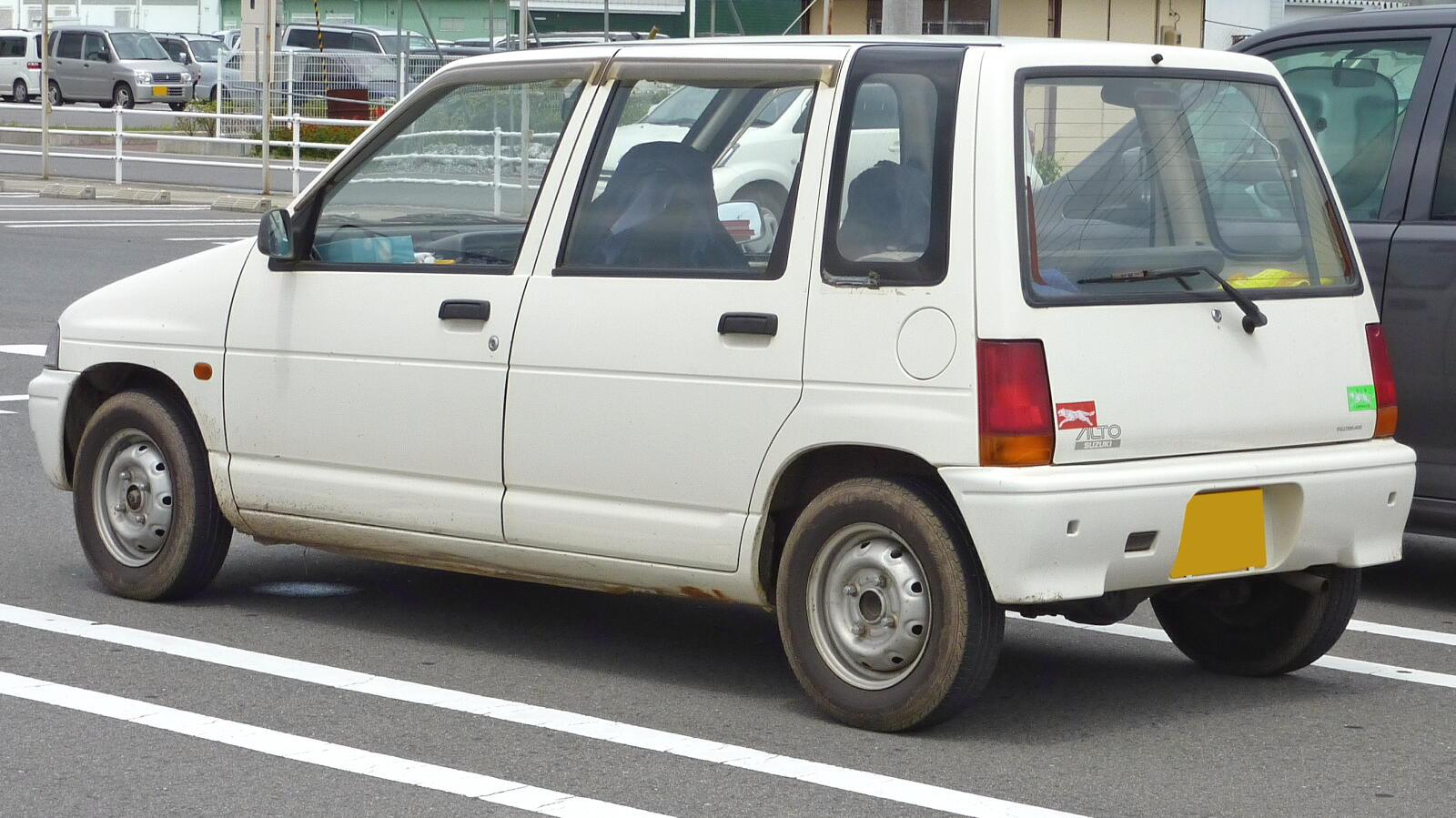
Suzuki Alto 5P (1992)

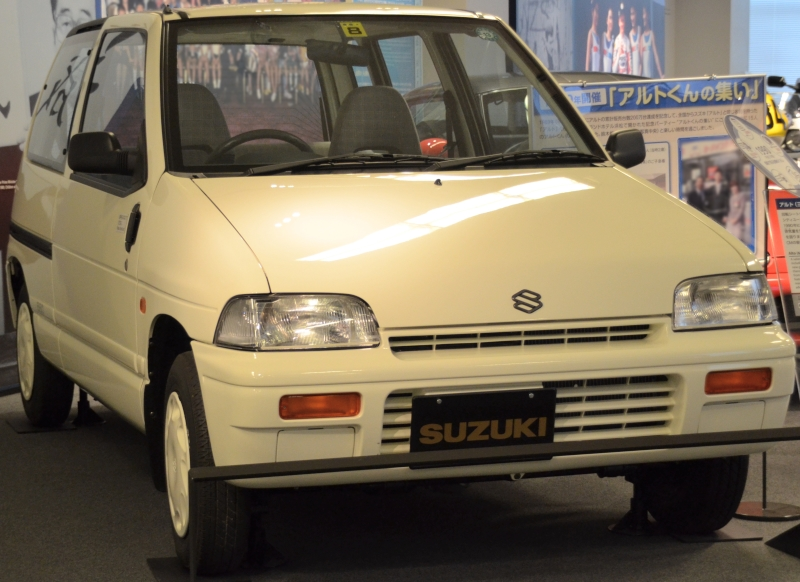
Suzuki Alto "Slide-Slim" 4P (1990)

La tercera generació del Suzuki Alto, coneguda també amb el codi CL11 i CM11, va reemplaçar a la segona al setembre de 1988. Aquesta va ser la darrera generació de l'Alto que compartia la versió de cinc portes amb el Suzuki Fronte, desapareixent aquest últim. Aquest alto tenia un original disseny angulós amb un pilar C en forma de finestra de vidre prop del portó del maleter. Altre fet remarcable d'aquesta tercera generació fou l'existència d'una versió amb una carrosseria amb porta corredissa al costat del conductor anomenada "Slide Slim", que pretenia ser una opció per al millor accés al vehicle en llocs estrets, així com una ajuda per a la gent major i els discapacitats físics. La versió "Slide Slim" tenia dues portes comunes al costat esquerre de la carrosseria. Quan la denominació "Fronte" va deixar d'utilitzar-se a l'octubre de 1989, les versions turisme, amb codi CN11 i CP11, van començar a ser denominades "Alto". Inicialment, l'Alto equipava el motor de 12 vàlvules i 42 cavalls de potència del Suzuki Cervo però amb una altra versió de 6 vàlvules i 34 CP per a les unitats més econòmiques i menys equipades. També es preparà un motor DOHC de 46 CP per a la versió Twin Cam RI. Les unitats destinades a turisme de passatgers equipaven els mateixos motors que les unitats comercials però amb dos cavalls de potència menys degut a les estrictes regles d'emissions per als cotxes no comercials. La versió esportiva de l'Alto, l'Alto Works, venia amb una motorització d'injecció, 6 vàlvules i turbocompressor de 58 CP a la versió SOHC i 64 CP a la DOHC. Als Alto Works de tracció al davant es podia elegir entre una transmissió automàtica de tres velocitats o una manual de cinc.

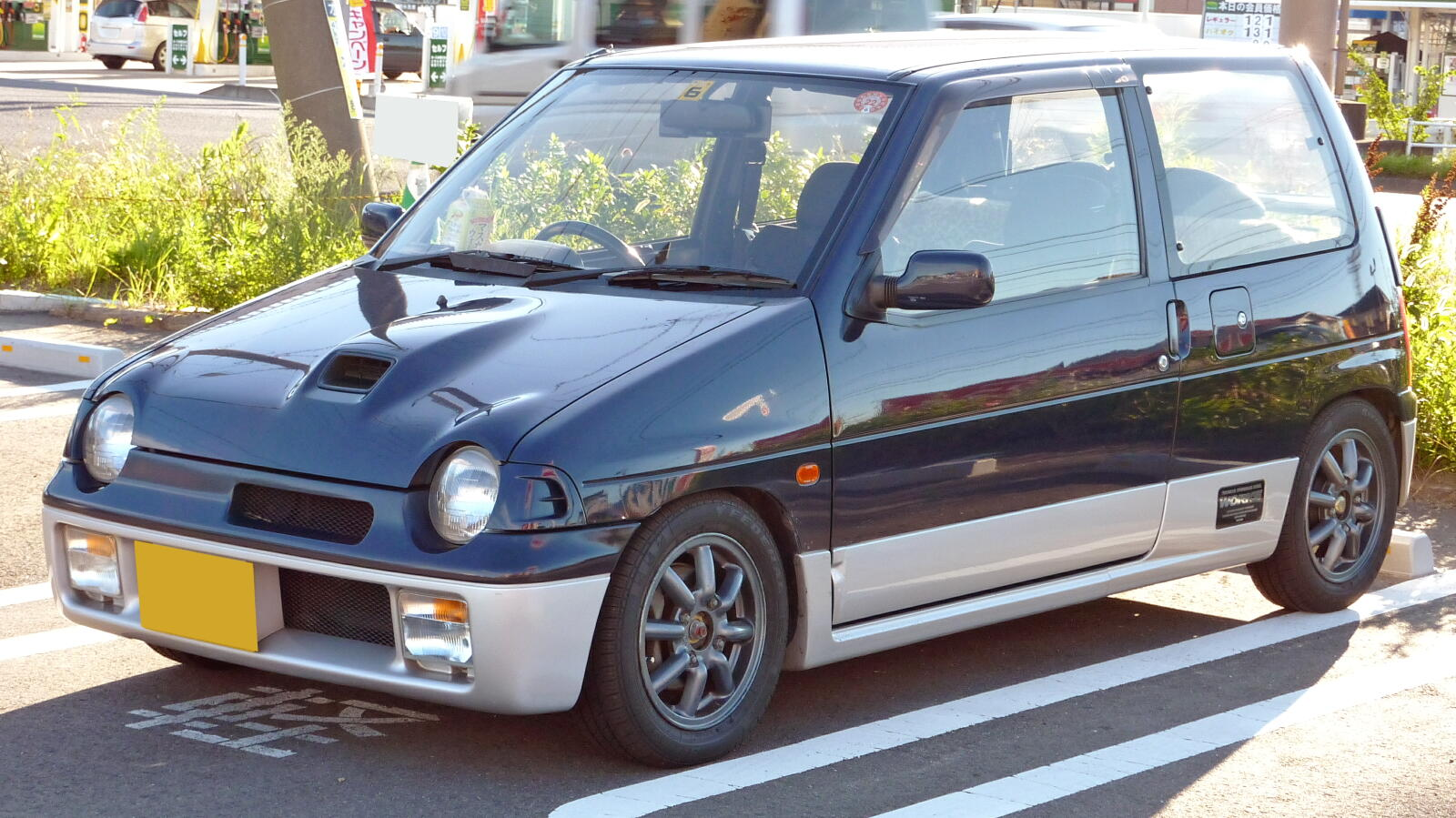
Suzuki Alto Works

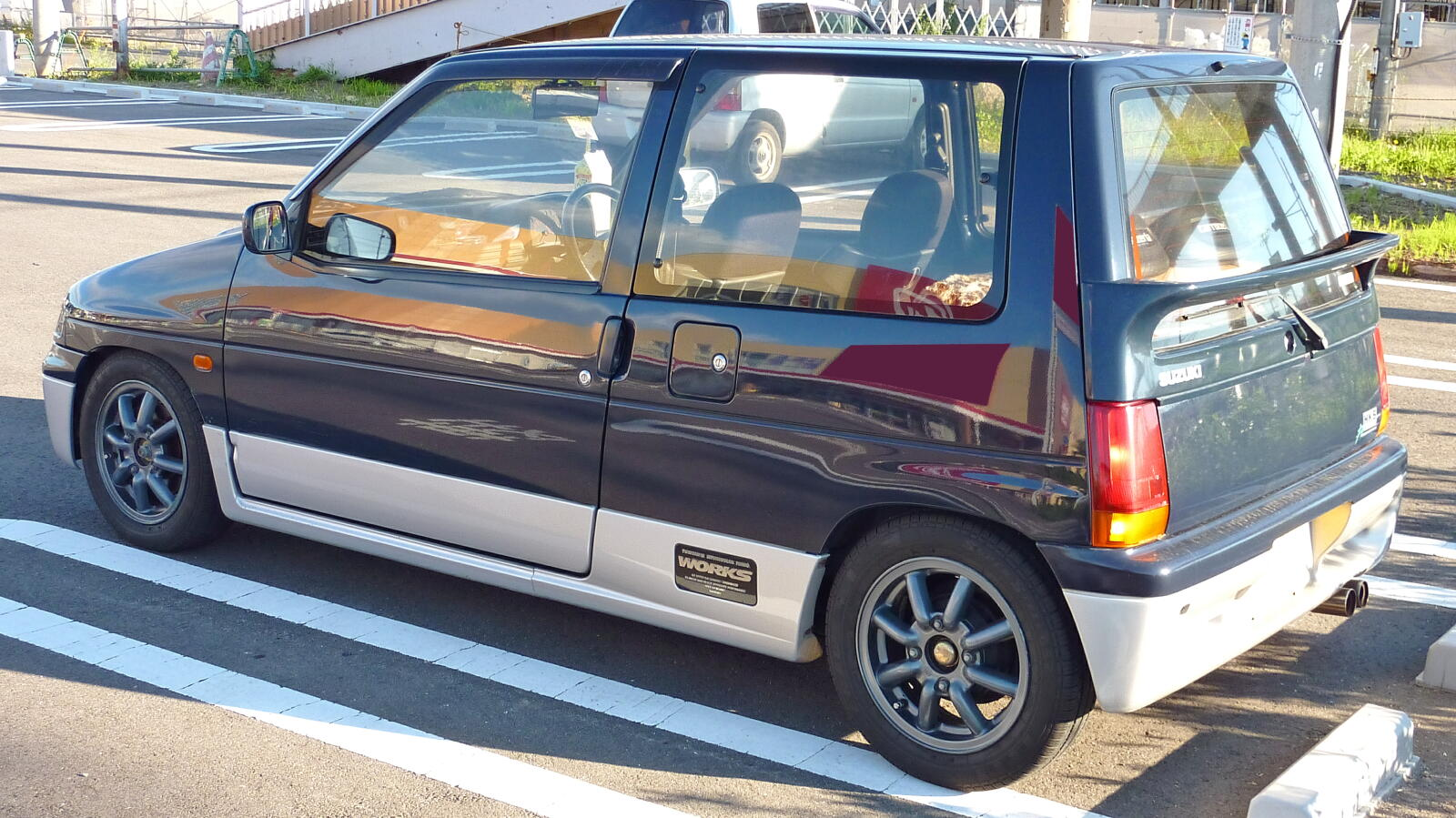
Suzuki Alto Wokrs

Aquesta generació de l'Alto fou molt exitosa, sobretot al mercat domèstic, on les vendes de kei car de Suzuki es van triplicar l'any 1989 respecte l'any darrer. Quan l'any 1990 la llei reguladora dels kei car va canviar, el motor de l'Alto va passar a tindre 657 centímetres cúbics i estrenà els nous codis CL/CM/CN/CP21. La nova llei també permetia que la carrosseria fora 100 mil·límetres més llarga, cosa que a l'Alto es va reflectir en uns paraxocs frontals i darrers més grans i una nova graella i fars frontals. Les versions comercials menys equipades van rebre un motor de 6 vàlvules i 36 cavalls de potència, mentres que les versions de passatgers (i la comercial "l'Èpo") van rebre un SOHC 12 vàlvules i 42 cavalls. Aquest mateix motor va ser millorat fins a 52 cavalls al gener de 1991. Les versions 4X4 amb caixa automàtica de tres velocitats van passar a tindre injecció i tres cavalls de potència més.

### Alto Hustle

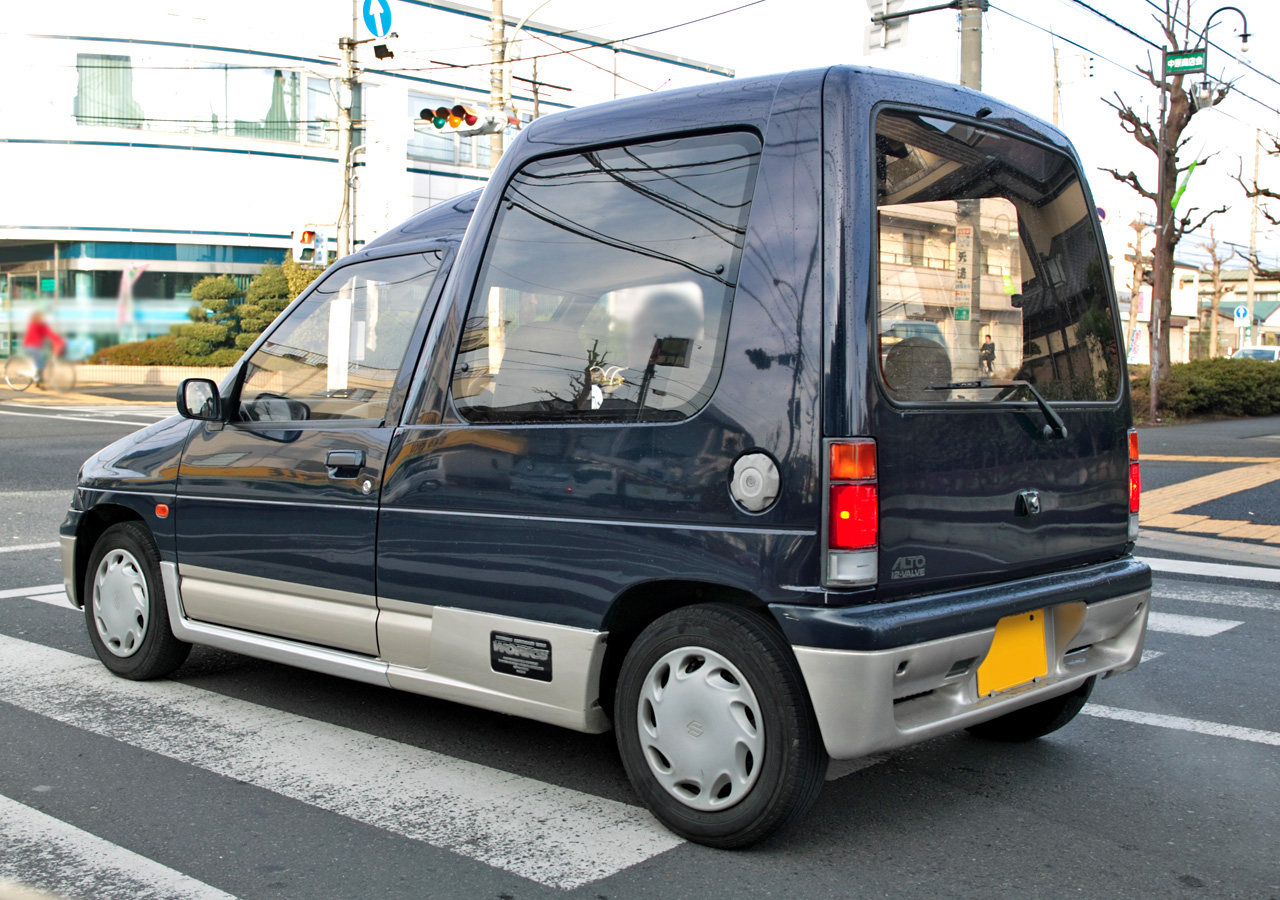
Suzuki Alto Hustle Works

Suzuki també va produir una versió de l'Alto, coneguda com a Alto Hustle, amb un sostre elevat sobre la part de darrere del vehicle. Per a aquest inusual model, Suzuki emprà la plataforma modificada de l'Alto de cinc portes en lloc d'una nova plataforma, cosa que va permetre a la marca comercialitzar el model com a part de la gama Alto. El disseny de l'Alto Hustle era similar al del Daihatsu Mira Michito (també kei car) i el Nissan AD Max Van (turisme convencional). L'Alto Hustle va tindre una vida ben curta, ja que fou comercialitzat entre novembre de 1991 i octubre de 1993.
Les opcions de motorització per a l'Alto Hustle eren les mateixes que les de l'Alto convencional, tot i que sense possibilitat d'equipar turbocompressor. El motor de sèrie tenia 40 cavalls de potència, mentre que l'opció de 12 vàlvules tenia 52 o 55 cavalls depenent de si equipava carburador o injecció. Totes les opcions podien equipar de manera opcional tracció a les quatre rodes. També es comercialitzà una versió amb dues places.

## Models d'exportació

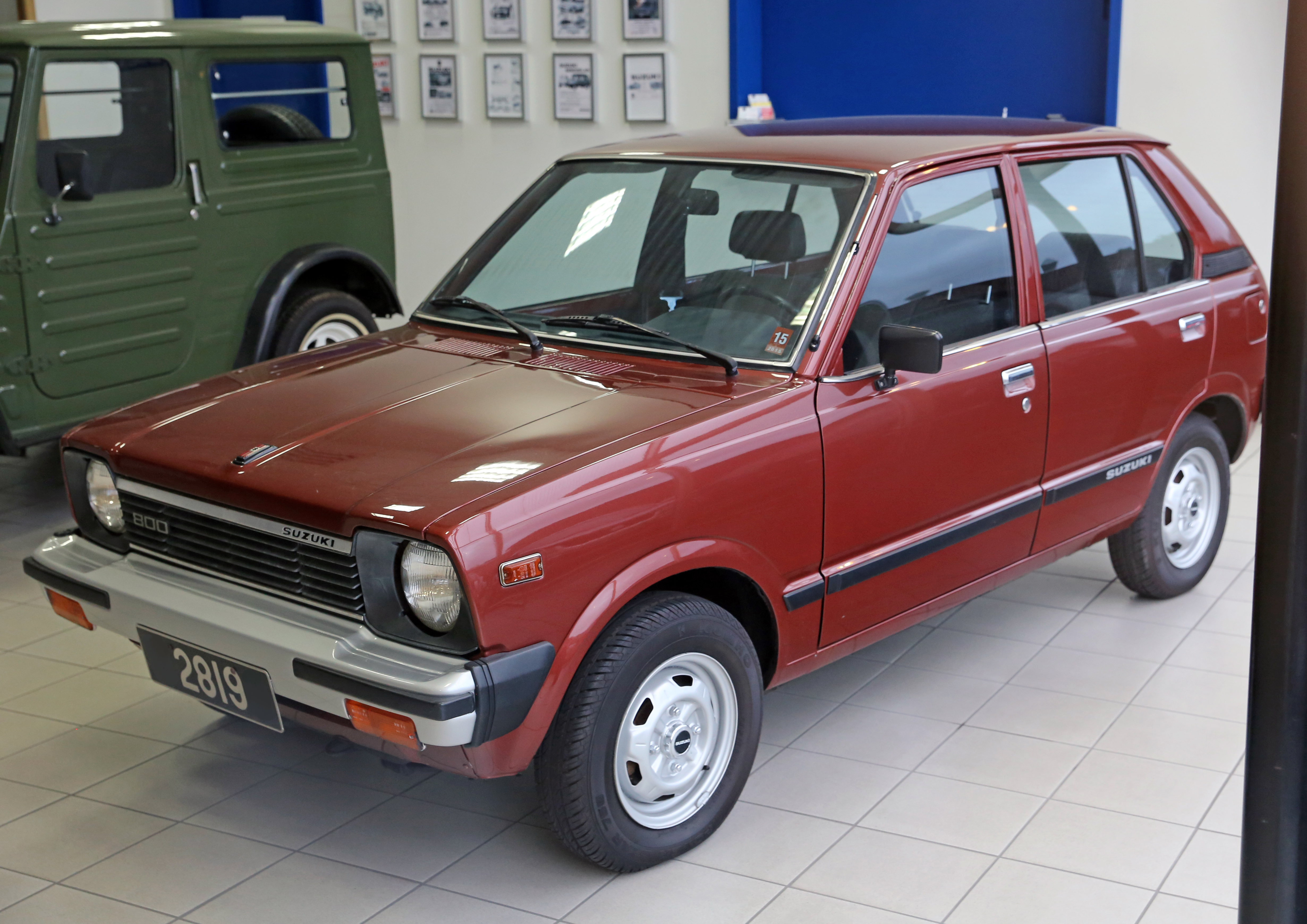
Alto 800 (1979-1984)
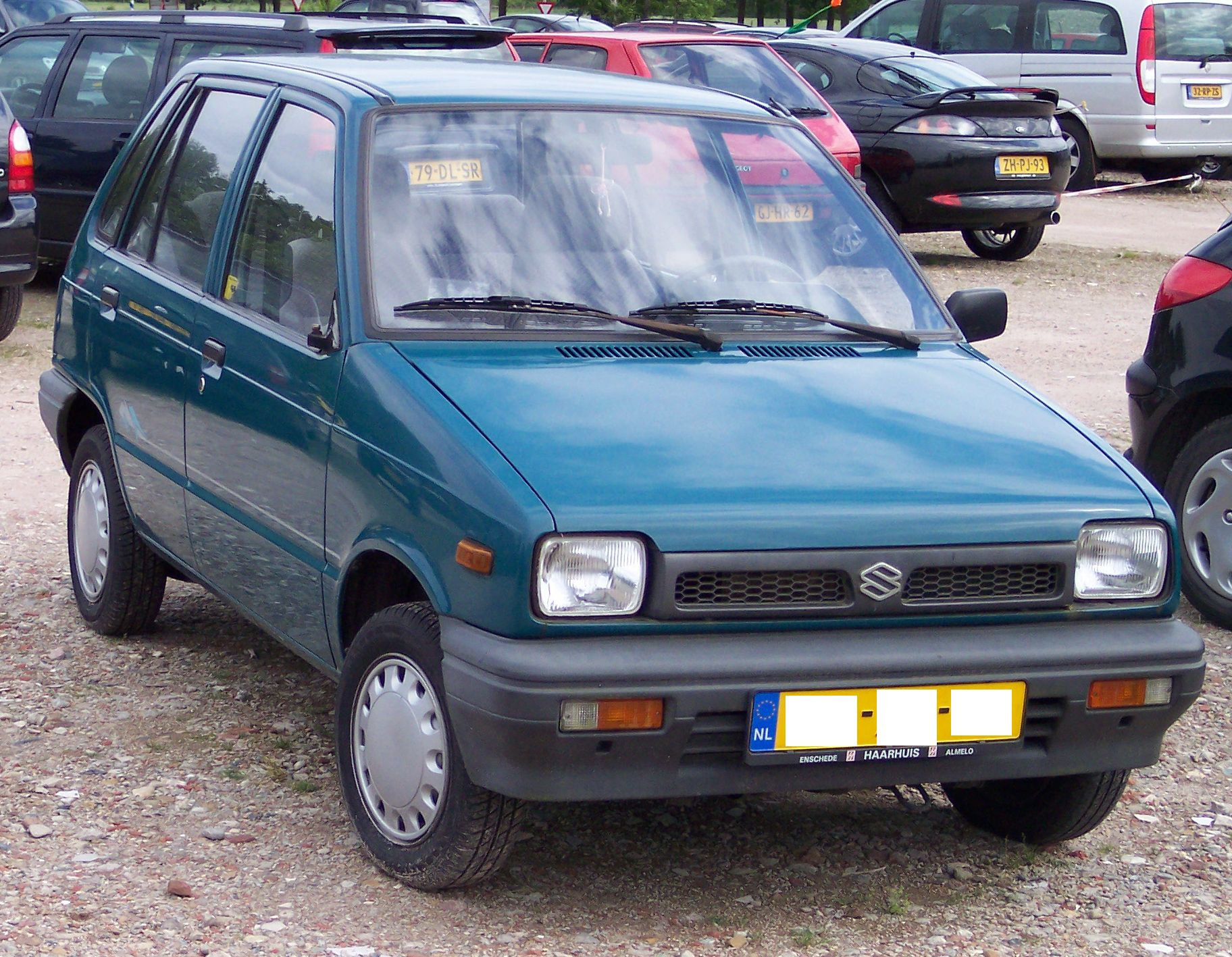
Alto 800 (1984-1993)
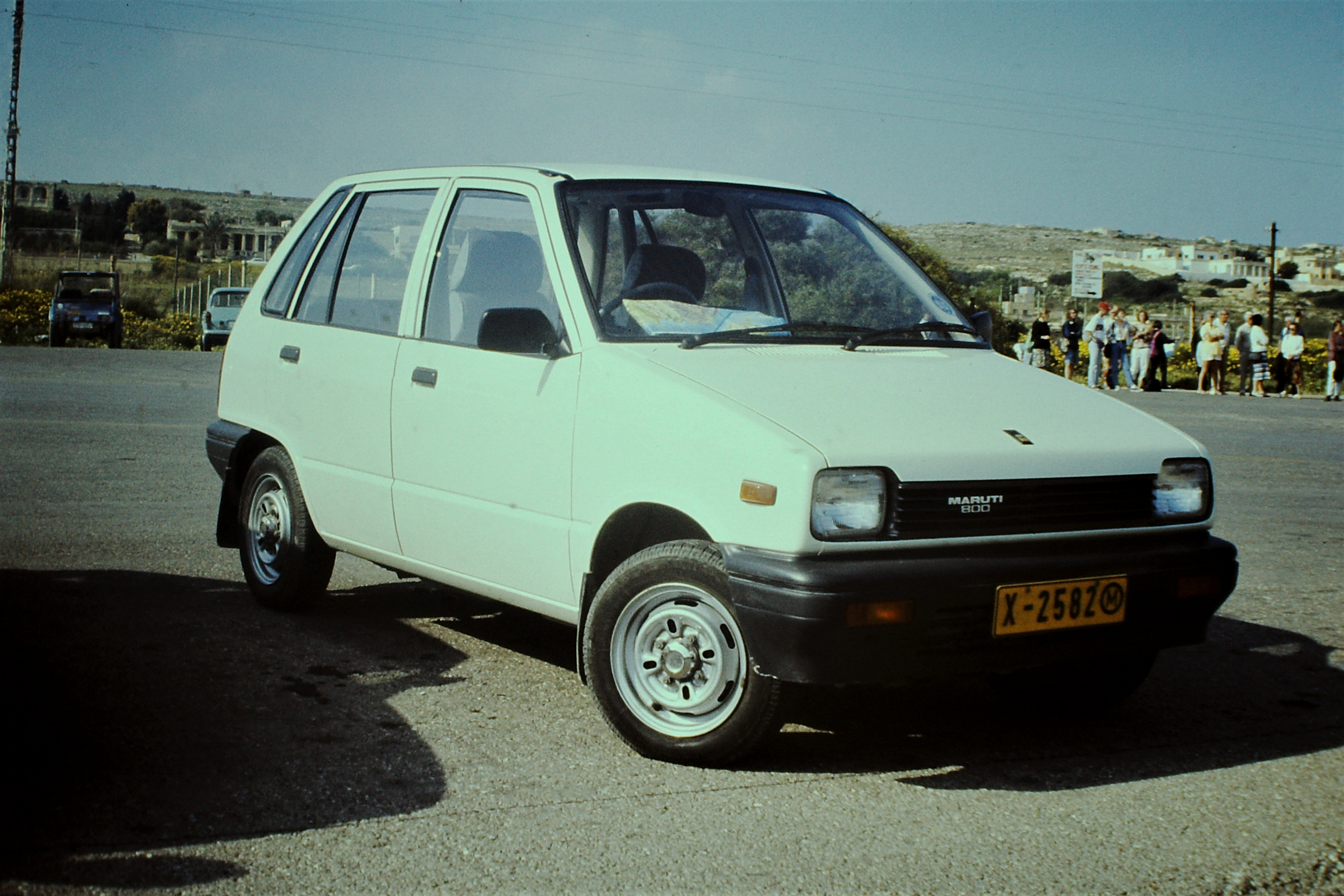
Maruti 800 (1993-2004)
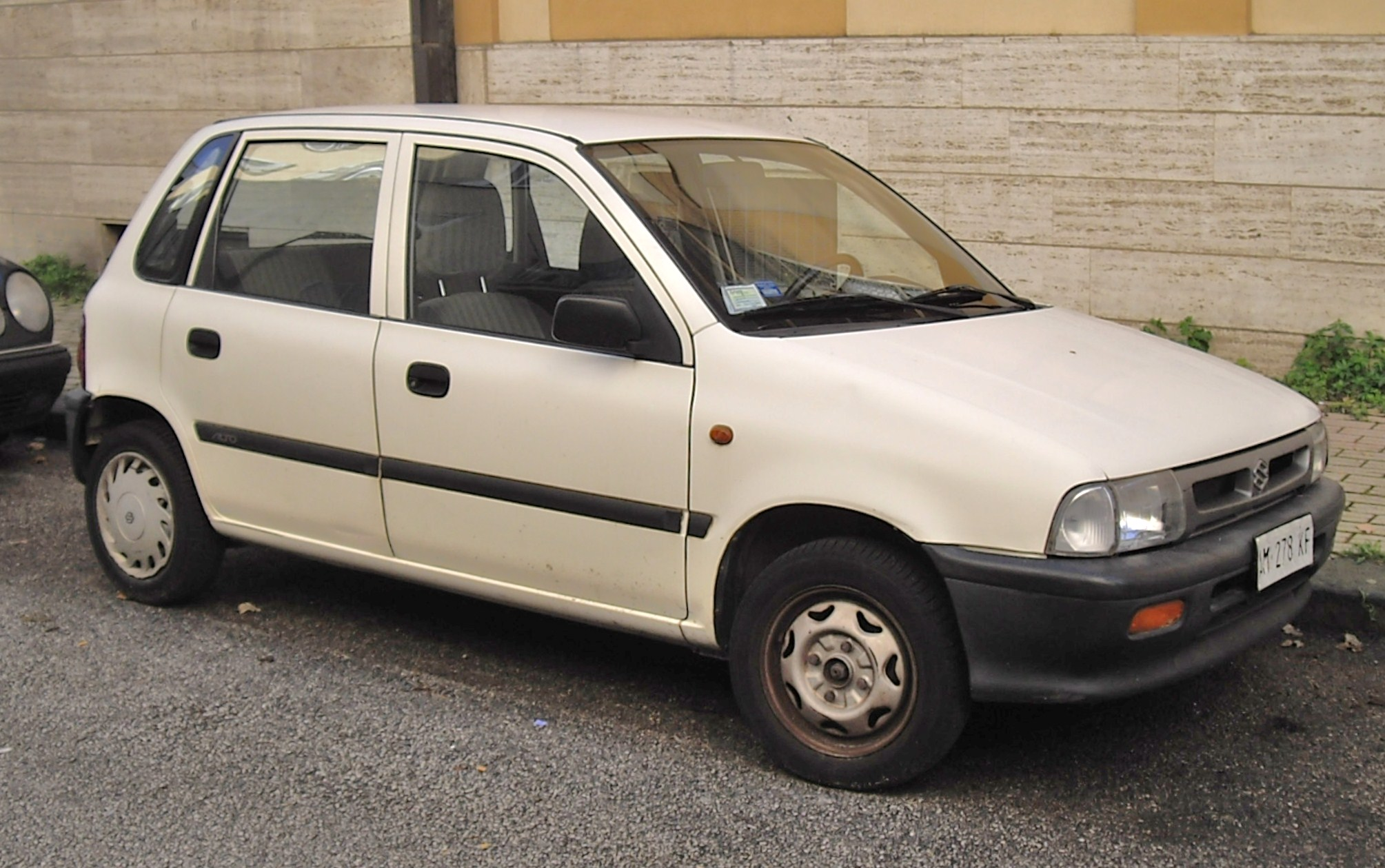
Euro Alto (1994-2004)
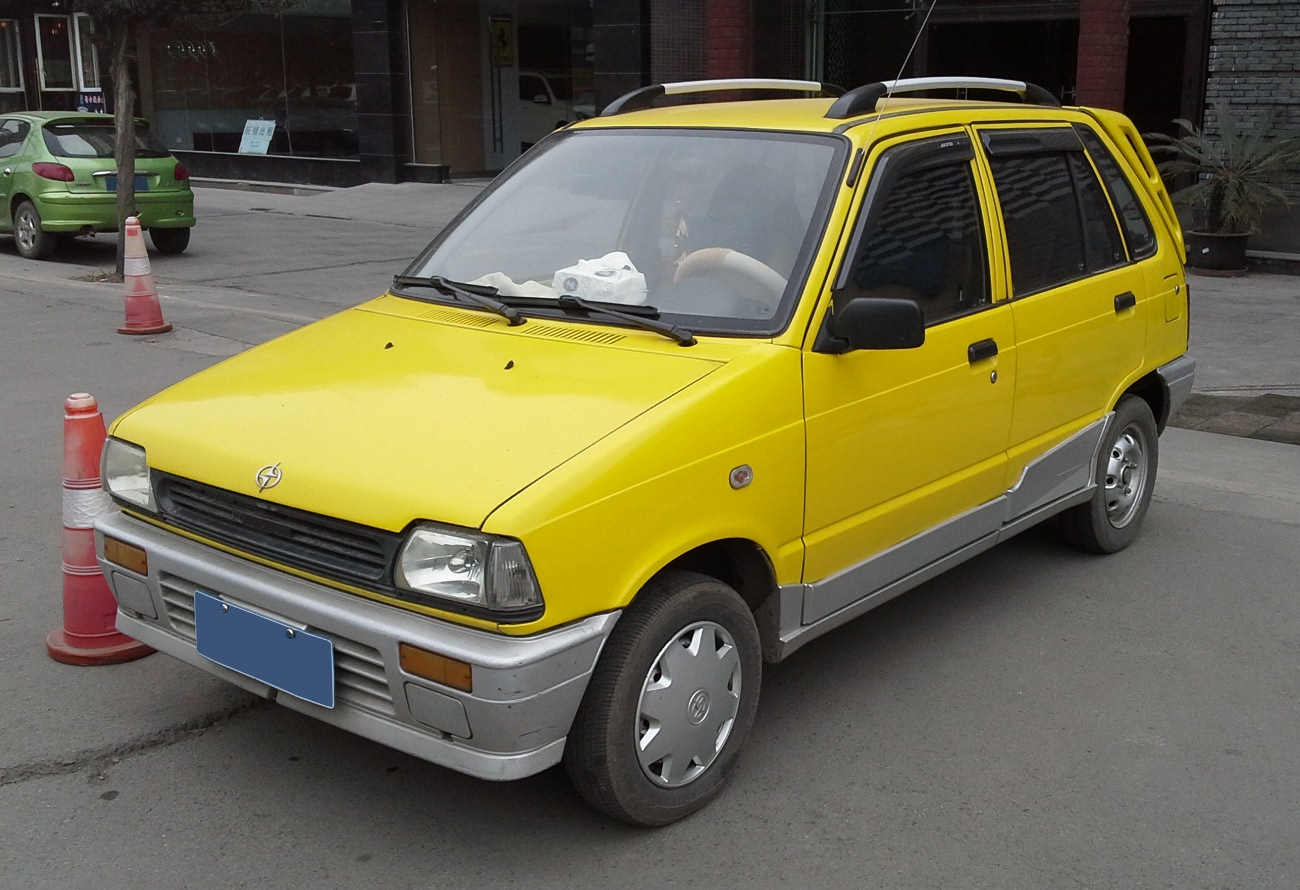
Jiangnan Alto (1995-2010)
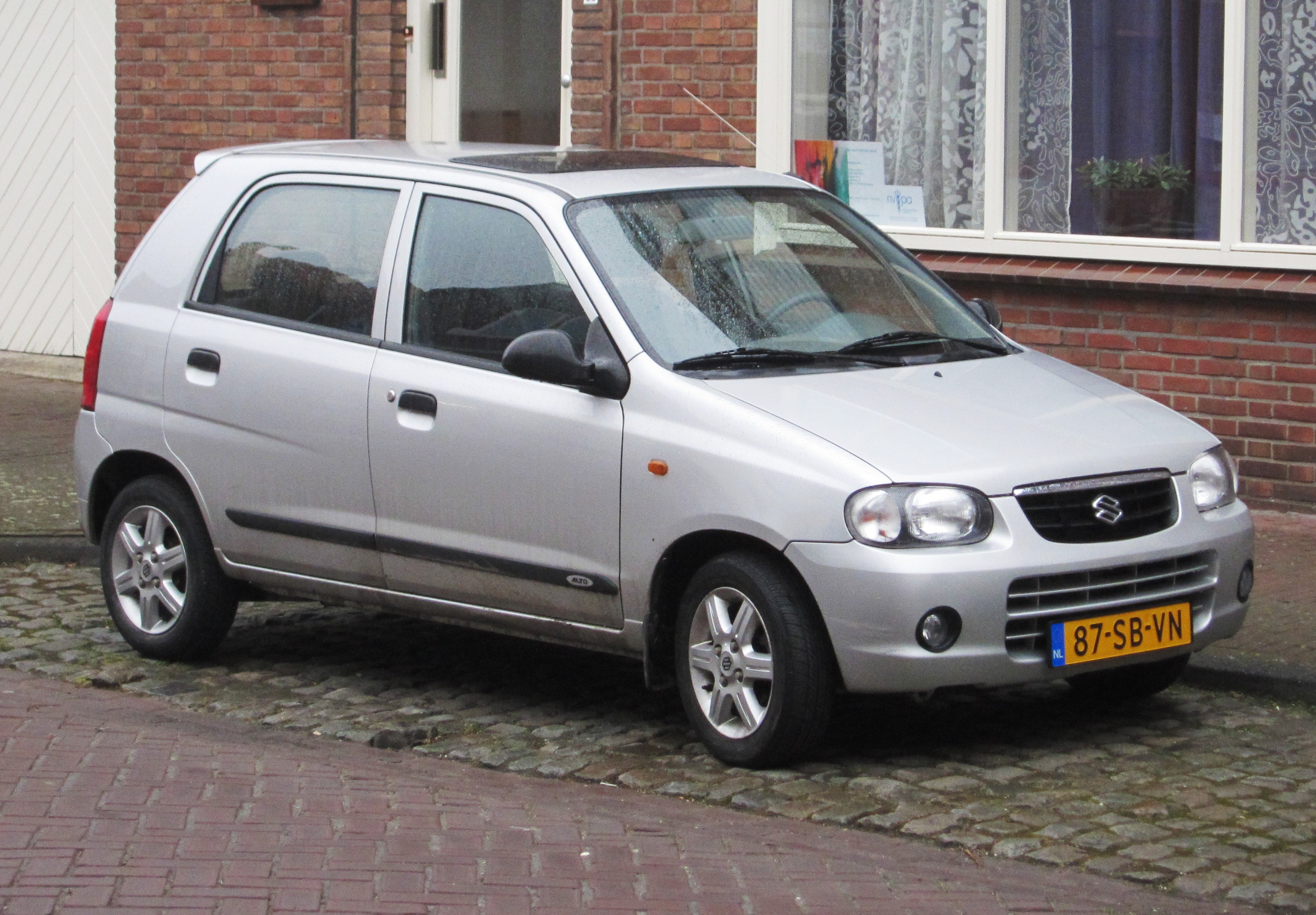
Alto (2000-2014)
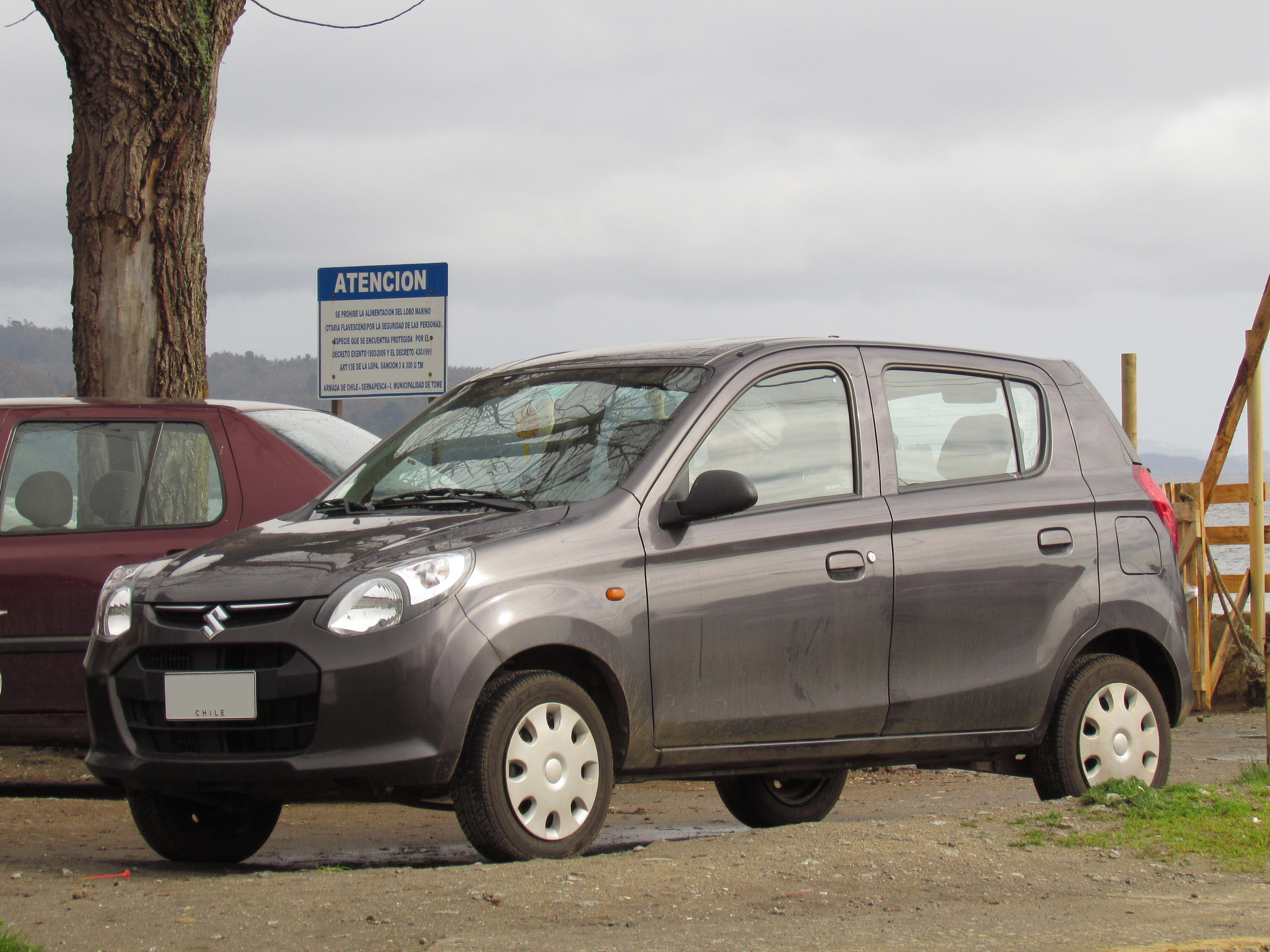
Alto 800 (2012-act.)
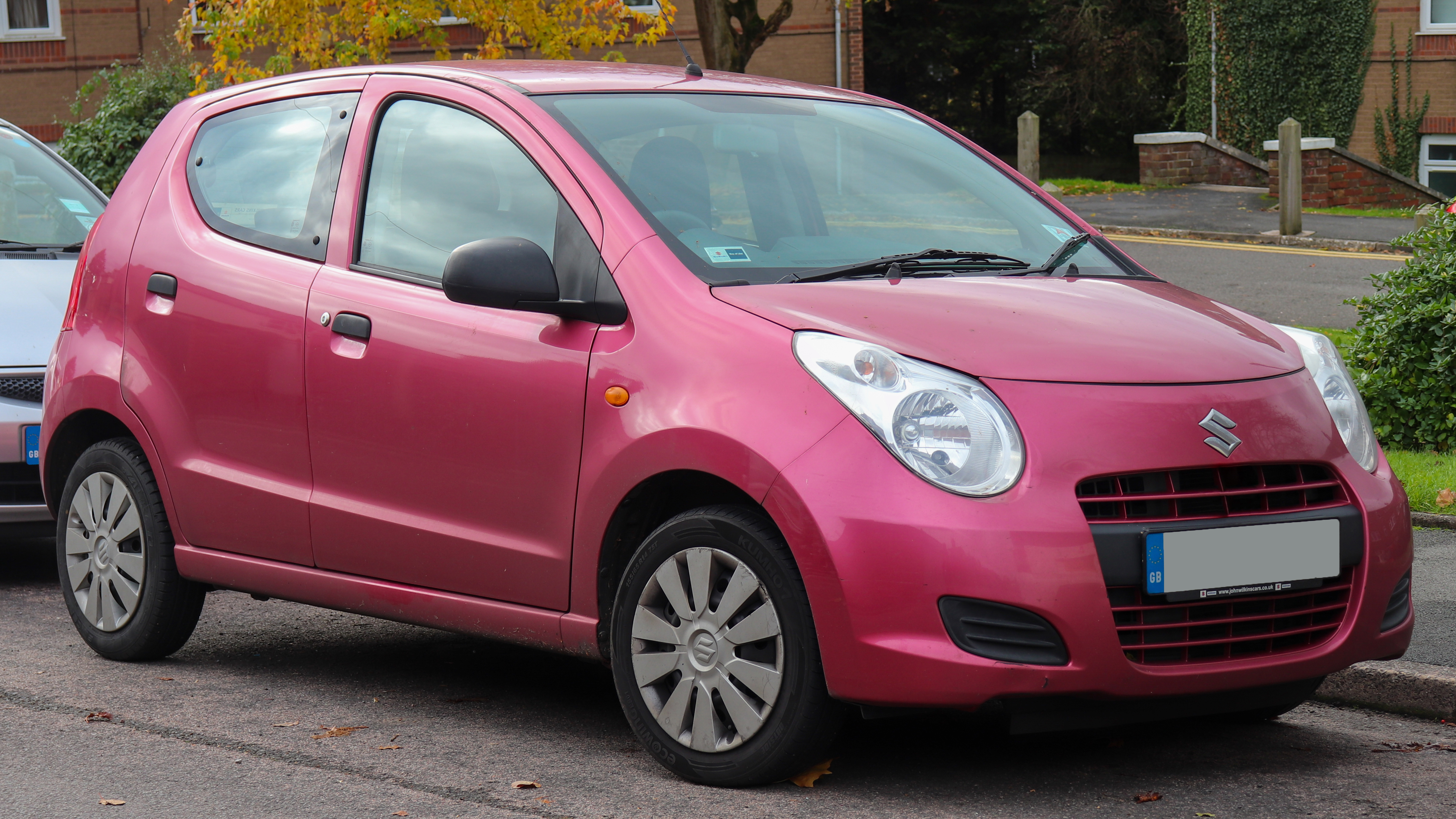
Alto (2008-2018)